# 加比爾·史隆連拿
加比爾·帕華爾·史隆連拿 （波蘭語：Gabriel Pawel "Gaga" Slonina，2004年5月15日—），是一名美國職業足球運動員，司職門將，曾被英超球隊車路士外借至英格蘭足球甲級聯賽球隊班士利，並代表美國參加國際比賽。

## 球會生涯

### 芝加哥火焰
出生於美国伊利諾伊州艾迪森的史隆連拿在2013年加盟當地美職聯球會芝加哥火焰的青訓學院。2019年3月8日，芝加哥火焰與年僅14歲的史隆連拿簽下了一紙職業合約，是球會史上最年輕的職業球員，亦是美職聯史上第二年輕簽下職業合約的球員。
2021年8月4日，史隆連拿在對陣紐約城的比賽中上演職業生涯地標戰，當時年僅17歲又81日。他在比賽中作出了四次撲救，並成功保持清白之身，協助球隊以0–0賽和，同時成為美職聯史上最年輕的正選龍門。

### 車路士
2022年8月2日，英超球會車路士宣布簽入史隆連拿，他簽下一紙為期六年的合約，轉會費據報為1000萬美元，另設浮動獎金。作為轉會的一部分，史隆連拿將被外借回芝加哥火焰至當地聯賽季尾，並在2023年1月1日正式加盟車路士。2023年1月13日，他在對陣狼隊預備組的錯誤：語言代碼「Professional_Development_League」不存在中首次為車路士U21上陣。

#### 外借奧伊本
2023年8月10日，車路士宣布史隆連拿外借到比職球會奧伊本，為期一季。他在三天後對陣布魯日的比賽中上演地標戰，但球隊以0-5不敵對手。同年10月28日，他在對陣夏雷若的聯賽比賽中首次為奧伊本保持清白之身，協助球隊以2–0勝出。

## 國家隊生涯
於美國出生的史隆連拿具有波蘭血統，因此合資格在國際賽事代表美國或波蘭。
史隆連拿曾代表美國各青年梯隊。他在2021年12月首次獲美國成年隊徵召，參與集訓。他在一個月後再次入選美國隊，但並未上陣。
2022年5月17日，波蘭國家隊領隊切斯瓦夫·米赫涅維契徵召史隆連拿參與國際賽期，但史隆連拿在三天後拒絕了波蘭的徵召，並宣布他將選擇代表美國參與國際賽事。
2023年1月25日，史隆連拿在對陣塞爾維亞的友誼賽中上演國家隊地標戰，成為美國隊史上最年輕的龍門。美國最終以2-1敗北。
史隆連拿是美國U20於2023年國際足總U-20世界盃的正選龍門，並在三場分組賽以及十六強賽事軍力保不失。他在整屆賽事所失的兩個入球均是來自在八強對陣烏拉圭，美國最終以2–0落敗。

## 生涯統計

### 球會
最後更新：2023年12月10日
| 效力球會      | 球季     | 聯賽     | 聯賽 | 聯賽 | 國家盃賽 | 國家盃賽 | 聯賽盃賽 | 聯賽盃賽 | 歐洲賽 | 歐洲賽 | 其他 | 其他 | 總計 | 總計 |
| 效力球會      | 球季     | 聯賽     | 上陣 | 入球 | 上陣     | 入球     | 上陣     | 入球     | 上陣   | 入球   | 上陣 | 入球 | 上陣 | 入球 |
| ------------- | -------- | -------- | ---- | ---- | -------- | -------- | -------- | -------- | ------ | ------ | ---- | ---- | ---- | ---- |
| 芝加哥火焰    | 2021     | 美職聯   | 11   | 0    | —        | —        | —        | —        | —      | —      | —    | —    | 11   | 0    |
| 芝加哥火焰    | 2022     | 美職聯   | 32   | 0    | —        | —        | —        | —        | —      | —      | —    | —    | 32   | 0    |
| 芝加哥火焰    | 總計     | 總計     | 43   | 0    | —        | —        | —        | —        | —      | —      | —    | —    | 43   | 0    |
| 車路士        | 2022–23  | 英超     | 0    | 0    | —        | —        | —        | —        | —      | —      | –    | –    | 0    | 0    |
| 奧伊本 (外借) | 2023–24  | 比職     | 33   | 0    | 1        | 0        | —        | —        | —      | —      | —    | —    | 34   | 0    |
| 生涯總計      | 生涯總計 | 生涯總計 | 76   | 0    | 1        | 0        | 0        | 0        | 0      | 0      | 0    | 0    | 77   | 0    |

### 國家隊
最後更新：2023年1月25日
| 代表國家隊 | 賽季 | 上陣 | 入球 |
| ---------- | ---- | ---- | ---- |
| 美國       | 2023 | 1    | 0    |
| 總計       | 總計 | 1    | 0    |

## 外部連結
- 芝加哥火焰官網：加比爾·史隆連拿 （页面存档备份，存于）